# Kasteel Dassonville
Kasteel Dassonville is een kasteelachtige directeurswoning, gelegen aan de Izegemsestraat 3 te Lendelende. Het werd tussen 1910 en 1914 gebouwd door industrieel Alphons Dassonville en diende als residentie voor de eigenaar van de olieslagerij Dassonville, een belangrijk industrieel bedrijf in de streek. De site kent een lange geschiedenis die teruggaat tot de 18e eeuw, toen op de locatie een baljuwswoning werd gebouwd. Later werd deze eigendom van notaris Deschietere en vervolgens van notaris Wautier.

## Geschiedenis
De industriële activiteit op de site begon in de tweede helft van de 19e eeuw met de handel in kolen en meststoffen door Pieter Dassonville. In 1898 werd een aanvraag ingediend voor de oprichting van een olieslagerij, en in 1899 werd de fabriek officieel omgevormd tot een stoomoliefabriek. Alphons Dassonville vestigde zich in 1897 in de oude baljuwswoning en liet kort daarna de directeurswoning bouwen. Tijdens de Eerste Wereldoorlog werd de productie tijdelijk stilgelegd, maar na de oorlog werd de fabriek gemoderniseerd. In de loop van de 20e eeuw kende de olieslagerij verdere uitbreidingen en bleef ze een toonaangevend bedrijf in de regio.

## Architectuur
Kasteel Dassonville werd gebouwd in een eclectische stijl met neoclassicistische invloeden. Het statige gebouw telt twee bouwlagen en vier traveeën onder een mansardedak met zinkbekleding. De gevels zijn opgetrokken in rode baksteen in kruisverband en voorzien van natuurstenen elementen. De imposante inkomportiek aan de oostzijde wordt gekenmerkt door Ionische zuilen, een balusterleuning en een toegangstrap in blauwe hardsteen. De gevels vertonen segmentboogvormige muuropeningen met natuurstenen omlijstingen en versierde sluitstenen. Het interieur omvat een rijk gedecoreerde inkomhal met korfboogvormige deuropeningen, een mozaïekvloer, en stucwerk met imitatievoegwerk.
Het gebouw is omringd door een driedelige ommuurde tuin met een siertuin, een nutstuin en een centraal grasperk. Aan de zijde van de Izegemsestraat bevindt zich een monumentale tuinmuur met een ijzeren hekwerk voorzien van de initialen "D" en "T" ter verwijzing naar Dassonville-Talpe. De serre in de noordwestelijke hoek van het perceel dateert eveneens uit de bouwperiode.

## Industriële en culturele betekenis
De olieslagerij bleef operationeel tot 1996, waarna de productie definitief werd stopgezet. De fabriek werd in 1999 grotendeels gesloopt, inclusief de karakteristieke 30 meter hoge fabrieksschoorsteen die het dorpsbeeld van Lendelede mee bepaalde. De overgebleven gebouwen vormen een stille herinnering aan het industriële verleden van de site. In 2019 werd het kasteel door de Vlaamse overheid beschermd als monument, wat de mogelijkheden tot verkoop en herontwikkeling beperkte. De gemeente Lendelede had plannen om het kasteel via de Intercommunale Leiedal aan te kopen, maar de verkoop werd bemoeilijkt door een erfgenaam die weigerde de koopakte te tekenen. Juridische procedures volgden, en de gemeente besloot begin 2025 uiteindelijk de aankoop te laten ontbinden, mede door de oplopende kosten en onzekerheden rond de eigendomsoverdracht.